# Raymond de Durfort
Pour les autres membres de la famille, voir Maison de Durfort.
Raymond de Durfort-Léobard est un ecclésiastique français du XVIIIe siècle qui fut successivement évêque d'Avranches, évêque de Montpellier puis archevêque de Besançon.

## Biographie
Raymond de Durfort-Léobard est né le 10 août 1725 au château de La Roque (aujourd'hui Larroque, commune de Montamel, au nord de Cahors) de Gilles-François de Durfort, seigneur de Pont-Carent et de Léobard et de  Jeanne de Mérully. Son père était diplomate au service du roi de France.

### Pendant la Révolution
L'attitude de Mgr de Durfort pendant la Révolution fut marquée par la volonté de ne pas entrer en confrontation avec les autorités révolutionnaires ; il protesta contre l'enlèvement de l'argenterie des églises en septembre 1789 mais n'ordonna pas à ses prêtres de s'y opposer physiquement. Le 12 février 1791, à la suite de l'élection du chanoine Seguin comme évêque constitutionnel du Doubs, Mgr de Durfort fut destitué. Cependant il refusa de démissionner, faisant valoir le fait qu'il tirait sa légitimité de l'autorité du Saint Siège. Deux mois plus tard il est expulsé du palais archiépiscopal et quitte Besançon pour ne plus jamais y retourner. 
Accompagné par l'un de ses vicaires généraux, l'abbé de Chaffoy, Rayond de Durfort reste quelques jours à Pontarlier avant de franchir la frontière, s'exilant définitivement du territoire français. Il est accueilli dans la ville de Soleure par l'évêque de Lausanne, l'un de ses suffragants. Il meurt au château de Blumenstein le 19 mars 1792 entouré de de Chaffoy et de deux autres chanoines du chapitre de Besançon. Il est inhumé dans la chapelle du collège (de) jésuite de Soleure.

### Rapatriement du corps
En 1868, son successeur à la tête de l'archidiocèse de Besançon le cardinal Mathieu décide de rapatrier le corps de Mgr de Durfort dans le caveau des archevêques dans la Cathédrale Saint-Jean de Besançon. Le 10 mai 1868 on procède à l'exhumation et à la reconnaissance du corps de l'archevêque défunt en présence de chanoines de Besançon. Le corps est ensuite transporté jusqu'à Besançon et, le 13 mai, le corps est placé dans le caveau des archevêques au terme d'une messe célébrée par le cardinal Mathieu.